# Погосов, Алексей Юрьевич
Алексей Юрьевич Погосов (род. 1962, Одесса) — украинский учёный, преподаватель, изобретатель, доктор технических наук. С 1990 г. – доцент, а с 1996 г. – профессор Одесского Национального Политехнического Университета – ОНПУ (с 1 апреля 2021 – государственного университета "Одесская политехника").  Проходил научно-педагогическую стажировку в Токийском государственном университете – с 1992 г. по 1994 г..
Автор около 200 научных и научно-методических трудов и запатентованных разработок, в том числе — 25 авторских свидетельств СССР на изобретения и 15 патентов Украины на изобретения, полезные модели и промышленные образцы. Автор разработок в области технической физики и диагностики ядерных реакторов и вспомогательного оборудования атомных электростанций, разработок в области радиоэкологии и дозиметрии, разработок систем управления и информационной поддержки безопасности АЭС, разработок специализированных устройств диагностического контроля и мониторинга, метрологического обеспечения эксплуатации АЭС, разработок в сфере физической ядерной безопасности АЭС, а также в области инженерной педагогики. 
Автор научных статей, индексируемых в базах данных SCOPUS и WoS,  ряда актуальных учебников для студентов ВУЗов. 
Профессионально занят академической и научной деятельностью. Семьянин, отец дочери и сына.

## Актуальная академическая и научно-техническая деятельность
Преподает дисциплины:
— Техническая диагностика оборудования АЭС
— Контрольно-измерительные приборы АЭС и автоматика
— Управление ядерными реакторами
— Управление сроком службы и снятие с эксплуатации энергоблоков АЭС
— Автоматизация проектирования систем управления
— Физика ионизирующих излучений и дозиметрический контроль
— Радиоэкология
— Научная деятельность, интеллектуальная собственность и патентоведение
— Автоматизированный мониторинг и диагностика оборудования АЭС
— Основы научно-педагогической деятельности в профессиональном направлении
— Методы и средства обеспечения безопасности АЭС
Изданные учебники (утверждены Министерством образования и науки Украины):
— Технические средства управления ядерными реакторами с водой под давлением. Одесса: Наука и техника, 288 с.(ISBN 978-966-1552-26-4; ББК 31.46я7 П43)
— Диагностика скрытой динамики процессов в реакторных установках АЭС. Одесса: Наука и техника, 2013, 280 с.(ISBN 978-966-1552-18-9; ББК 31.46я7 П43)
— Ионизирующая радиация: радиоэкология, физика, технологии, защита. Одесса: 2013, 808 с.(ISBN 978-966-1552-27-1; ББК 31.46я7 П43)
Основные монографии академической направленности:
— Опыт АЭС Фукусима-1 для повышения экологической безопасности атомной энергетики Украины,К.: Гос. экологическая Академия последипломного образования, 2012, 194 с.(ISBN 978-966-6297-02-1) – соавторы: Билей Д.В., 
Ващенко В.Н, Злочевский В.В., Скалозубов В.И., Шавлаков А.В.
— Моделирование физических процессов и технологическая информатизация в нефтяной промышленности и энергетике. Одесса: Наука и техника, 2013, 656 с.(ISBN 978-966-1552-42-4), соавторы: Положаенко С.А., Григоренко  
Ю.В.
— Предаварийные физические процессы и надежный теплоотвод в ядерных энергоустановках. Одесса: Наука и техника, 2014, 264 с.(ISBN 978-966-1552-45-5) – соавторы: Королёв А.В., Деревянко О.В.
— Научная деятельность, интеллектуальная собственность и патентоведение (или «Наука и мать её — интеллектуальная деятельность»). Одесса: Наука и техника, 2014, 272 с.(ISBN 978-966-1552-46-2)
— Материалы ядерной техники. Одесса: Наука и техника, 2015, 216 с.(ISBN 978-966-1552-59-2) – соавтор: Деревянко О.В.
— Метрологическое обеспечение эксплуатации АЭС. Одесса: Наука и техника, 2016, 204 с.(ISBN 978-966-1552-66-0) – соавтор: Деревянко О.В.
— Физика ионизирующих излучений и дозиметрический контроль. Одесса: Наука и техника, 2017, 128 с.(ISBN 978-966-1552-79-0) – соавтор: Деревянко О.В.
— Факторы риска и возможности обеспечения безопасности АЭС. Одесса: Наука и техника, 2018, 252 с.(ISBN 978-966-1552-83-7)– соавтор: Деревянко О.В.
Последнее запатентованное изобретение:
"Подкалиберный бронебойный снаряд с активируемым фактором радиационного действия" (оригинальная публикация: Підкаліберний бронебійний снаряд з активованим фактором радіаційної дії, патент України. № 116942,  Україна, заяв. № а 2016 09809. Опуб. 25.05.18, Бюл.№10).

## Библиографические источники
- История Одесского политехнического — в очерках / Научное издание, под ред.акад. В. П. Малахова. Одесса: ОНПУ; Астропринт, 2003.- 656 стр. и сайт библиотеки Одесского национального политехнического университета)
- https://base.uipv.org/searchINV/search.php?action=viewdetails&IdClaim=247445 Архивная копия от 21 апреля 2021 на Wayback Machine